# 戸塚東
戸塚東（とづかひがし）は、埼玉県川口市の町名。現行行政地名は戸塚東一丁目から四丁目。住居表示実施地区。郵便番号は333-0802。

## 地理
川口市の北東部に位置する。東川口駅（住所は戸塚）至近に位置しており、戸塚土地区画整理事業によって街路が整備され宅地化が進んだ。綾瀬川をはさんで越谷市と接する。東部を伝右川が流れる。

## 歴史

### 沿革
- 1984年（昭和59年）10月1日 - 大字戸塚の一部から戸塚東一丁目〜四丁目が成立[5]。

## 世帯数と人口
2018年（平成30年）3月1日現在の世帯数と人口は以下の通りである。
| 丁目         | 世帯数    | 人口     |
| ------------ | --------- | -------- |
| 戸塚東一丁目 | 1,357世帯 | 2,784人  |
| 戸塚東二丁目 | 1,251世帯 | 2,964人  |
| 戸塚東三丁目 | 1,353世帯 | 3,201人  |
| 戸塚東四丁目 | 1,047世帯 | 2,706人  |
| 計           | 5,008世帯 | 11,655人 |

## 小・中学校の学区
市立小・中学校に通う場合、学区は以下の通りとなる。
| 丁目         | 番地             | 小学校                 | 中学校             |
| ------------ | ---------------- | ---------------------- | ------------------ |
| 戸塚東一丁目 | 全域             | 川口市立戸塚東小学校   | 川口市立戸塚中学校 |
| 戸塚東二丁目 | 全域             | 川口市立戸塚東小学校   | 川口市立戸塚中学校 |
| 戸塚東三丁目 | 全域             | 川口市立戸塚東小学校   | 川口市立戸塚中学校 |
| 戸塚東四丁目 | 1番1号～29番99号 | 川口市立戸塚東小学校   | 川口市立戸塚中学校 |
| 戸塚東四丁目 | その他           | 川口市立戸塚綾瀬小学校 | 川口市立戸塚中学校 |

## 交通
武蔵野線が敷設されているが、鉄道駅は設置されていない。隣接する戸塚に設置されている東川口駅が最寄り駅となっている。

### 道路
- 都市計画道路 南浦和越谷線
- けやき通り

## 施設
- 川口市立戸塚東小学校
- 川口市戸塚公民館
  - 川口市立戸塚図書館
- 川口市立戸塚保育所
- 東川口幼稚園
- 太光寺別院
- 戸塚東公園
- 戸塚赤道公園
- 戸塚杉本公園
- 戸塚下ヶ戸公園
- 戸塚藤谷公園
- 戸塚中谷公園